# Isabella Laböck
Isabella Laböck (ur. 6 kwietnia 1986 w Prien am Chiemsee) – niemiecka snowboardzistka, mistrzyni świata.

## Kariera
Po raz pierwszy na arenie międzynarodowej pojawiła się 14 lutego 1998 roku w Lenggries, gdzie zajęła 19. miejsce w zawodach FIS Race w gigancie. W 2003 roku wystartowała na mistrzostwach świata juniorów w Prato Nevoso, gdzie zajęła trzynaste miejsce w gigancie równoległym (PGS) i szesnaste w snowcrossie. Jeszcze dwukrotnie startowała na imprezach tego cyklu, najlepszy wynik osiągając podczas mistrzostw świata juniorów w Vivaldi Park w 2006 roku, gdzie zdobyła srebrny medal w gigancie równoległym.
W zawodach Pucharu Świata zadebiutowała 29 stycznia 2002 roku w Bad Gastein, zajmując 33. miejsce w slalomie równoległym (PSL). Pierwszy raz na podium zawodów tego cyklu stanęła 13 grudnia 2006 roku w San Vigilio, kończąc rywalizację w PGS na trzeciej pozycji. W zawodach tych wyprzedziły ją jedynie Włoszka Isabella Dal Balcon i Rosjanka Jekatierina Tudiegieszewa. Najlepsze wyniki osiągnęła w sezonie 2010/2011, kiedy to zajęła siódme miejsce w klasyfikacji generalnej, a w klasyfikacji PAR była piąta.
Największy sukces w karierze osiągnęła w 2013 roku, kiedy na mistrzostwach świata w Stoneham zdobyła złoty medal w gigancie równoległym. W zawodach tych wyprzedziła Austriaczkę Julię Dujmovits i swą rodaczkę, Amelie Kober. Na tych samych mistrzostwach była też szósta w slalomie równoległym. W 2010 roku wystartowała na igrzyskach olimpijskich w Vancouver, zajmując 15. miejsce w gigancie równoległym. Na rozgrywanych cztery lata później igrzyskach w Soczi była osiemnasta w tej samej konkurencji, a slalom równoległy ukończyła na dziesiątej pozycji.

## Osiągnięcia

### Igrzyska olimpijskie
| Miejsce | Dzień     | Rok  | Miejscowość | Konkurencja       | Zwyciężczyni        |
| ------- | --------- | ---- | ----------- | ----------------- | ------------------- |
| 15.     | 26 lutego | 2010 | Vancouver   | Gigant równoległy | Nicolien Sauerbreij |
| 18.     | 19 lutego | 2014 | Soczi       | Gigant Równoległy | Patrizia Kummer     |
| 10.     | 22 lutego | 2014 | Soczi       | Slalom Równoległy | Julia Dujmovits     |

### Mistrzostwa świata
| Miejsce | Dzień       | Rok  | Miejscowość | Konkurencja       | Zwyciężczyni              |
| ------- | ----------- | ---- | ----------- | ----------------- | ------------------------- |
| 38.     | 18 stycznia | 2005 | Whistler    | Gigant równoległy | Manuela Riegler           |
| 35.     | 19 stycznia | 2005 | Whistler    | Slalom równoległy | Daniela Meuli             |
| 11.     | 16 stycznia | 2007 | Arosa       | Gigant równoległy | Jekatierina Tudiegieszewa |
| 7.      | 17 stycznia | 2007 | Arosa       | Slalom równoległy | Heidi Neururer            |
| 11.     | 19 stycznia | 2011 | La Molina   | Gigant równoległy | Alona Zawarzina           |
| 28.     | 21 stycznia | 2011 | La Molina   | Slalom równoległy | Hilde-Katrine Engeli      |
| 1.      | 25 stycznia | 2013 | Stoneham    | Gigant równoległy | -                         |
| 6.      | 27 stycznia | 2013 | Stoneham    | Slalom równoległy | Jekatierina Tudiegieszewa |
| 31.     | 22 stycznia | 2015 | Kreischberg | Slalom równoległy | Ester Ledecká             |
| 14.     | 23 stycznia | 2015 | Kreischberg | Gigant równoległy | Claudia Riegler           |

### Puchar Świata

#### Miejsca w klasyfikacji generalnej
- sezon 2001/2002: -
- sezon 2002/2003: -
- sezon 2003/2004: -
- sezon 2005/2006: 193.
- sezon 2006/2007: 16.
- sezon 2007/2008: 28.
- sezon 2008/2009: 19.
- sezon 2009/2010: 19.
  - PAR[2]
- sezon 2010/2011: 7.
- sezon 2011/2012: 8.
- sezon 2012/2013: 14
- sezon 2013/2014: 11.
- sezon 2014/2015: 28.
- sezon 2016/2017: 30.

#### Miejsca na podium
1. San Vigilio di Marebbe – 13 grudnia 2006 (Gigant równoległy) - 3. miejsce
2. Arosa – 21 grudnia 2008 (Slalom równoległy) - 3. miejsce
3. Telluride – 16 grudnia 2010 (gigant równoległy) - 2. miejsce
4. Valmalenco – 19 marca 2011 (gigant równoległy) - 2. miejsce
5. Carezza – 22 grudnia 2011 (slalom równoległy) - 2. miejsce